# Тед Гарріс
Тед Гарріс (англ. Ted Harris; нар. 18 липня 1936, Вінніпег) — колишній канадський хокеїст, що грав на позиції захисника. Згодом — хокейний тренер.
Володар Кубка Стенлі. Провів понад 800 матчів у Національній хокейній лізі.

## Ігрова кар'єра
Хокейну кар'єру розпочав 1953 року виступами за команду «Вінніпег Монархс».
Протягом професійної клубної ігрової кар'єри, що тривала 20 років, захищав кольори команд «Монреаль Канадієнс», «Міннесота Норт-Старс», «Детройт Ред-Вінгс», «Сент-Луїс Блюз» та «Філадельфія Флаєрс».
Загалом провів 888 матчів у НХЛ, включаючи 100 ігор плей-оф Кубка Стенлі.

## Тренерська робота
1975 року розпочав тренерську роботу в НХЛ. Тренерська кар'єра обмежилася роботою з командою «Міннесота Норт-Старс».

## Нагороди та досягнення
- Володар Кубка Колдера в складі «Спрингфілд Індіанс» — 1961, 1962.
- Володар Кубка Колдера в складі «Клівленд Баронс» — 1964.
- Нагорода Едді Шора (АХЛ) — 1964.
- Володар Кубка Стенлі в складі «Монреаль Канадієнс» — 1965, 1966, 1968, 1969.
- Учасник матчу усіх зірок НХЛ — 1965, 1967, 1969, 1971, 1972.
- Друга команда всіх зірок НХЛ — 1969.
- Володар Кубка Стенлі в складі «Філадельфія Флаєрс» — 1975.

## Статистика
| Сезон        | Клуб                   | Ліга         | Регулярний сезон | Регулярний сезон | Регулярний сезон | Регулярний сезон | Регулярний сезон | Плей-оф | Плей-оф | Плей-оф | Плей-оф | Плей-оф |
| Сезон        | Клуб                   | Ліга         | І                | Г                | П                | О                | ШХ               | І       | Г       | П       | О       | ШХ      |
| ------------ | ---------------------- | ------------ | ---------------- | ---------------- | ---------------- | ---------------- | ---------------- | ------- | ------- | ------- | ------- | ------- |
| 1953–54      | «Вінніпег Монархс»     | МЮХЛ         | 36               | 4                | 5                | 9                | 94               | 5       | 1       | 1       | 2       | 10      |
| 1954–55      | «Вінніпег Монархс»     | МЮХЛ         | 32               | 2                | 15               | 17               | 137              | 17      | 1       | 3       | 4       | 57      |
| 1955–56      | «Вінніпег Монархс»     | МЮХЛ         | 20               | 6                | 23               | 29               | 78               | 4       | 0       | 0       | 0       | 21      |
| 1956–57      | «Спрингфілд Індіанс»   | АХЛ          | 2                | 0                | 0                | 0                | 4                | —       | —       | —       | —       | —       |
| 1956–57      | «Філадельфія Рамблерс» | СХЛ          | 61               | 11               | 33               | 44               | 103              | 13      | 2       | 2       | 4       | 31      |
| 1957–58      | «Філадельфія Рамблерс» | СХЛ          | 62               | 10               | 19               | 29               | 82               | —       | —       | —       | —       | —       |
| 1958–59      | «Спрингфілд Індіанс»   | АХЛ          | 9                | 0                | 2                | 2                | 11               | —       | —       | —       | —       | —       |
| 1958–59      | «Вікторія Кугарс»      | ЗХЛ          | 58               | 4                | 12               | 16               | 82               | 3       | 0       | 0       | 0       | 4       |
| 1959–60      | «Спрингфілд Індіанс»   | АХЛ          | 63               | 4                | 13               | 17               | 100              | 10      | 0       | 2       | 2       | 16      |
| 1960–61      | «Спрингфілд Індіанс»   | АХЛ          | 69               | 4                | 22               | 26               | 76               | 8       | 0       | 1       | 1       | 18      |
| 1961–62      | «Спрингфілд Індіанс»   | АХЛ          | 70               | 2                | 29               | 31               | 142              | 11      | 3       | 3       | 6       | 14      |
| 1962–63      | «Спрингфілд Індіанс»   | АХЛ          | 72               | 8                | 30               | 38               | 172              | —       | —       | —       | —       | —       |
| 1963–64      | «Монреаль Канадієнс»   | НХЛ          | 4                | 0                | 1                | 1                | 0                | —       | —       | —       | —       | —       |
| 1963–64      | «Клівленд Баронс»      | АХЛ          | 67               | 6                | 23               | 29               | 109              | 9       | 0       | 5       | 5       | 20      |
| 1964–65      | «Монреаль Канадієнс»   | НХЛ          | 68               | 1                | 14               | 15               | 107              | 13      | 0       | 5       | 5       | 45      |
| 1965–66      | «Монреаль Канадієнс»   | НХЛ          | 53               | 0                | 13               | 13               | 87               | 10      | 0       | 0       | 0       | 38      |
| 1966–67      | «Монреаль Канадієнс»   | НХЛ          | 65               | 2                | 16               | 18               | 86               | 10      | 0       | 1       | 1       | 19      |
| 1967–68      | «Монреаль Канадієнс»   | НХЛ          | 67               | 5                | 16               | 21               | 78               | 13      | 0       | 4       | 4       | 22      |
| 1968–69      | «Монреаль Канадієнс»   | НХЛ          | 76               | 7                | 18               | 25               | 102              | 14      | 1       | 2       | 3       | 34      |
| 1969–70      | «Монреаль Канадієнс»   | НХЛ          | 74               | 3                | 17               | 20               | 116              | —       | —       | —       | —       | —       |
| 1970–71      | «Міннесота Норт-Старс» | НХЛ          | 78               | 2                | 13               | 15               | 130              | 12      | 0       | 4       | 4       | 36      |
| 1971–72      | «Міннесота Норт-Старс» | НХЛ          | 78               | 2                | 15               | 17               | 77               | 7       | 0       | 1       | 1       | 17      |
| 1972–73      | «Міннесота Норт-Старс» | НХЛ          | 78               | 7                | 23               | 30               | 83               | 5       | 0       | 1       | 1       | 15      |
| 1973–74      | «Міннесота Норт-Старс» | НХЛ          | 12               | 0                | 1                | 1                | 4                | —       | —       | —       | —       | —       |
| 1973–74      | «Детройт Ред-Вінгс»    | НХЛ          | 41               | 0                | 11               | 11               | 66               | —       | —       | —       | —       | —       |
| 1973–74      | «Сент-Луїс Блюз»       | НХЛ          | 24               | 0                | 4                | 4                | 16               | —       | —       | —       | —       | —       |
| 1974–75      | «Філадельфія Флаєрс»   | НХЛ          | 70               | 1                | 6                | 7                | 48               | 16      | 0       | 4       | 4       | 4       |
| Усього в НХЛ | Усього в НХЛ           | Усього в НХЛ | 788              | 30               | 168              | 198              | 1000             | 100     | 1       | 22      | 23      | 230     |

## Тренерська статистика
| Команда                | Сезон   | Регулярний сезон | Регулярний сезон | Регулярний сезон | Регулярний сезон | Регулярний сезон | Регулярний сезон | Плей-оф                       |
| Команда                | Сезон   | І                | В                | П                | Н                | О                | Результат        | Результат                     |
| ---------------------- | ------- | ---------------- | ---------------- | ---------------- | ---------------- | ---------------- | ---------------- | ----------------------------- |
| «Міннесота Норт-Старс» | 1975–76 | 80               | 20               | 53               | 7                | 47               | 4-е в ДС         | не вийшли                     |
| «Міннесота Норт-Старс» | 1976–77 | 80               | 23               | 39               | 18               | 64               | 2-е в ДС         | програш у попередньому раунді |
| «Міннесота Норт-Старс» | 1977–78 | 19               | 5                | 12               | 2                | (45)             | 5-е в ДС         | звільнений                    |
| Усього                 | Усього  | 179              | 48               | 104              | 27               |                  |                  |                               |